# Рутенийтритербий
Рутѐнийтрите́рбий — бинарное неорганическое соединение, интерметаллид
тербия и рутения
с формулой Tb3Ru,
кристаллы.

## Получение
- Сплавление стехиометрических количеств чистых веществ:

{\displaystyle {\mathsf {3Tb+Ru\ {\xrightarrow {1050^{o}C}}\ Tb_{3}Ru}}}

## Физические свойства
Рутенийтритербий образует кристаллы
тетрагональной сингонии, пространственная группа P nma, параметры ячейки a = 0,7294 нм, b = 0,9248 нм, c = 0,6280 нм, Z = 4,
структура типа карбида трижелеза Fe3C.
Соединение образуется по перитектической реакции при температуре ≈1050 °C.